# Reed Van Dyk
Reed Van Dyk (* 20. Jahrhundert) ist ein US-amerikanischer Filmproduzent, Filmregisseur und Drehbuchautor im Bereich Kurzfilm.

## Karriere
Reed Van Dyk machte seinen Bachelor an der Cornell University und seinen Master an der UCLA. Als Kinderdarsteller spielte er am Broadway bzw. Off-Broadway, gab die Schauspielerei aber nach der Highschool auf. Im Filmgeschäft war er zunächst vor der Kamera bei dem Kurzfilm Highway 403, Mile 39 aus dem Jahr 2004 zu sehen, bevor er im Jahr 2008 sein Regiedebüt mit seinem Kurzfilm The Conservatory gab, wobei er zusätzlich als Drehbuchautor, Produzent und Schauspieler tätig war. Für diesen Film erhielt er einen Student Emmy Award. 2013 folgte sein zweiter Kurzfilm mit dem Titel Hung Up und im Jahr darauf folgte Amateur Couple, der auf dem Melbourne International Film Festival seine Uraufführung hatte.
Für seinen Kurzfilm DeKalb Elementary aus dem Jahr 2017 erhielt er auf Filmfestspielen zahlreiche Preise und wurde bei der Oscarverleihung 2018 in der Kategorie „Bester Kurzfilm“ nominiert. Die Auszeichnung erhielten aber Chris Overton und Rachel Shenton für ihren Beitrag The Silent Child.
Van Dyk lebt in Los Angeles.

## Filmografie
- 2008: The Conservatory
- 2013: Hung Up
- 2014: Amateur Couple
- 2017: DeKalb Elementary